# NGC 4102
NGC 4102 är en mellanliggande (med eller utan stav) spiralgalax i stjärnbild en Stora björnen.  Den är synlig i ett litet teleskop och har en skenbar visuell magnitud på 11,2. Den upptäcktes den 12 april 1789 av William Herschel. J.L.E. Dreyer beskrev den som "ljusstark, ganska liten, rund, ljusstark mitt och ljus kärna". Galaxen ligger på ett avstånd av ca 60 miljoner ljusår och avlägsnar sig med en heliocentrisk radialhastighet på 837 km/s. Den är medlem i galaxgruppen Stora björnen.
Den morfologiska klassen för NGC 4102 är SABab eller SAB(s)b?, som är en spiralgalax med en stavliknande struktur runt kärnan (SAB), ingen inre ringstruktur(er) och måttligt tätt lindade spiralarmar ('ab' eller 'b'). Staven i denna galax anses dock vara särskilt liten för galaxer av denna klass. Det galaktiska planet lutar i en vinkel på 56 ± 2° i förhållande till siktlinjen från jorden. NGC 4102 har ett område med intensiv stjärnbildning i kärnregionen, känt som en stjärnutbrottsregion. Denna volym är 1 000 ljusår (310 parsec) i diameter och innehåller cirka 3 miljarder solmassor. Ett utflöde av väte, som sträcker sig utåt mot nordväst så långt som 6,3 kparsec (21 000 ljusår) från kärnan har noterats.
Kärnan i NHC 4102 är nästan säkert en aktiv galaxkärna (AGN), vilket tyder på att den har ett supermassivt svart hål (SMBH) som genererar energi genom att ackumulera material. Den är en röntgenkälla med ett spektrum som liknar en Seyfert 2-galax. Denna typ av AGN är känd som en typ-2 LINER, eller lågjoniserande kärnemissionslinjeregion. Detta beror på en kärna som är dold av mellanliggande stoftmaterial och/eller att SMBH ackumulerar material på ett ineffektivt sätt. Den aktiva kärnans bolometriska luminositet är ca 7 × 1043 erg/s.

## Supernova
En supernova, SN 1975E (okänd typ, magnitud 16,7), har observerats i NGC 4102. Den upptäcktes av Yvonne Dunlap och Justus R. Dunlap den 7 maj 1975.